# Нор Мармара
Нор Мармара (з.-арм. Նոր Մարմարա, тур. Nor Marmara) — армяноязычная ежедневная газета. Издается с 31 августа 1940 в Стамбуле, Турция. Одна из двух армяноязычных газет в Турции, вторая - газета «Агос».
Газету создал армянский журналист и иностранный корреспондент Сурен Шамлян. Владельцем газеты на протяжении 40 лет был Робер Хаддеджян, а ныне его дети. Издается армянской общиной Стамбула.
В настоящее время «Нор Мармара» выходит ежедневно, кроме воскресенья. По пятницам в газете публикуется раздел на турецком языке. Тираж газеты — 2500 экземпляров. Главный редактор — Робер Хаддеджян.